# Detlef Michel
Detlef Michel (Berlim Oriental, 13 de outubro de 1955) é um ex-atleta alemão especializado no lançamento de dardo e o primeiro campeão mundial desta modalidade. Com um lançamento de 89,48 m realizado em condições adversas, debaixo de chuva, ele conquistou a medalha de ouro do Campeonato Mundial de Atletismo de 1983, em Helsinque.